# Іоанн II Дука
Іоанн II Дука (грец. Ιωάννης Β΄ Άγγελος Δούκας; д/н– 1318) — володар Фессалії в 1303—1318 роках.

## Життєпис
Походив з династії Комнін Дук, гілки династії Ангелів. Син Костянтина Дуки, володаря Фессалії. Після смерті батька 1303 року успадкував владу. Був ще дитиною, тому місцева знать запросила в якості регента родича правителя — Гі II де ла Роша, герцога Афінського.
Регенту Гі II довелося протистояти Епірському деспотату, регентша якого Анна Кантакузина (при деспоті Фомі I) вирішила підкорити Фессалію. В результаті напад було відбита, Кантакузину змушено було до сплати контрибуції в 3 тис. гіперпіронів.
За цим Гі II планував захопити Фессалоніки, які колись належали династії Комнін Дук, проте зрештою внаслідок перемовин відступив. Але 1306 року за підбурюванням візантійського імператора Андроніка II до Фессалії вдерлася Каталонська компанія (загін арагонських найманців — альмогаварів), з якою Гі II воював до самої смерті у 1308 році. Наслідком цьому стало плюндрування Фессалії.
1308 року Іоанн II був оголошений повнолітнім, хоча реальну владу здійснював архонт Стефан Гаврилопул. В свою чергу новий афінський герцог Готьє V де Брієнн спробував відновити регентство в Фессалії. Він підкупив очільників Каталонської компанії, загони якої стали захоплювати фессалійські фортеці. Проте оскільки Брієнн відмовився заплатити обіцяні кошти, каталонці не передали тому фортеці, а отаборилися в них самостійно. 1310 року Готьє V загинув у битві з цими найманцями. Наслідком цьому стало залишення Каталонською компанією більшості земель Фессалії — тепер найманці зайняли Афінське герцогство, а на півдні Фессалії створили Неопатрійське герцогство.
В такій складній ситуації Іоанн II звернувся по допомогу до Візантії. 1315 року одружився з позашлюбною донькою імператора Андроніка II, який надав зятеві титул себастократора. В розпал підготовки походу проти Каталонської компанії Іоанн II помер. Владу у західній Фессалії захопив Стефан Гаврилопул, північ зайняли візантійські війська.